# Кирса (село)
Кирса — село в Верхнеуральском районе Челябинской области России. Административный центр Кирсинского сельского поселения.

## География
Село находится на берегу одноимённой реки, на расстоянии 55 км к юго-западу от города Верхнеуральск, административного центра района.

## Население
| 2002 | 2010 |
| ---- | ---- |
| 979  | ↘937 |

### Национальный состав
По данным Всероссийской переписи, в 2010 году численность населения села составляла 937 человек (431 мужчина и 506 женщин).
Проживают русские, башкиры.

## Улицы
| - ул. Воровского, - ул. Заречная, - ул. Комсомольская, - ул. Ленина, - ул. Молодёжная, | - ул. Октябрьская, - ул. Партизанская, - ул. Первоплановая, - ул. Подстанция, - ул. Полевая, | - ул. Российская, - ул. Садовая, - ул. Советская, - ул. Степная, - ул. Юбилейная. |

## Известные жители
- Стаханов, Трофим Филиппович (1913—1986) — советский работник сельского хозяйства, Герой Социалистического Труда.